# Nerbion

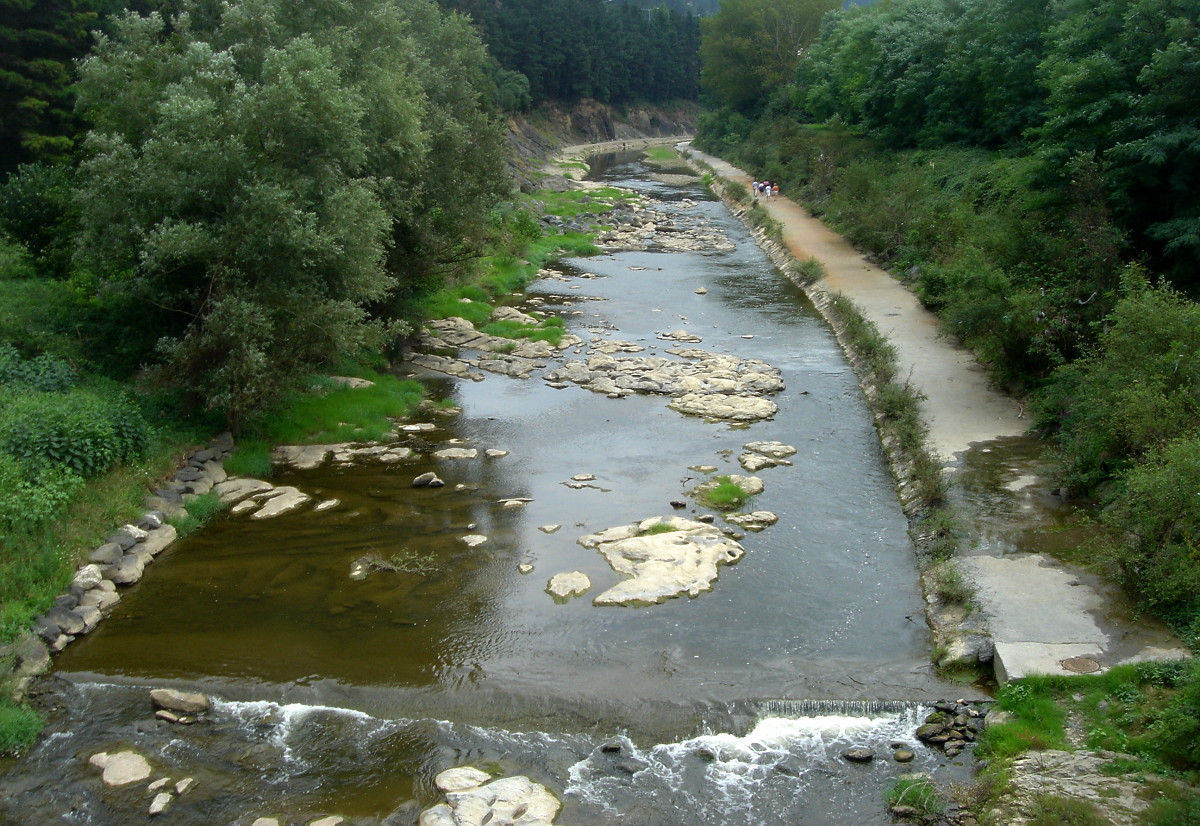
Riu Nerbioi a Arrigorriaga

El Nerbion (en basc Nerbioi; en castellà Nervión) és un riu del País Basc. També es coneix com a sistema Nerbioi-Ibaizabal. Rep el nom en homenatge a l'emperador romà Nerva. Neix al límit entre les províncies de Burgos i Àlaba a la localitat alabesa d'Urduña, a 800 m d'altitud. Forma un espectacular salt a Delika (Àlaba). Desemboca a la ria o estuari de Bilbao després d'unir-se al riu Ibaizabal.
El riu Ibaizabal és considerat sovint el principal afluent del Nerbioi (per la dreta). Altres autors consideren que l'Ibaizabal és el riu principal, i que rep al seu principal afluent, el Nerbioi, per l'esquerra. El riu, especialment en els seus 25 km finals, estava molt contaminat fins que l'any 2009 es van prendre les mesures per a descontaminar-lo.

## Afluents

### Per l'esquerra
- Larrunbe

### Per la dreta
- Riu Ibaizabal

- Riu Altube
  - Riera Altube
  - Riera Arnauri
- Riu Zeberio